# Walter Klarer
Walter Klarer (* um 1500 in Hundwil, Appenzell Ausserrhoden, Schweiz; † 1567 ebenda) war ein Schweizer evangelisch-reformierter Pfarrer in Hundwil, Herisau, Gossau SG und Urnäsch, Reformator im Appenzellerland, Gastwirt und 1565 der erste Chronist über die Reformation im Appenzellerland.

## Leben
Klarer war ein Sohn des Wälti Klarer, dessen Beruf nicht überliefert worden ist. Es war für die damalige Zeit aussergewöhnlich, dass er 1509 bis 1515 die Schule in St. Gallen besuchen konnte. 1515 bis 1517 studierte er in Schaffhausen und Bern, 1517 bis 1521 Theologie und Kirchenrecht in Paris mit einem Stipendium des französischen Königs, der sich damit für das Soldbündnis der Schweizer revanchieren wollte. Dieses Studium half Klarer nicht viel für die Ausübung des Pfarrberufes, wie er später einmal festgehalten hat.
Im August 1522 hielt Klarer seine erste Predigt in Hundwil und verdrängte damit den alten und konservativen Pfarrer Jakob Schenkli, da die Hundwiler den jungen Bibelausleger Klarer wollten. Von 1522 bis 1530 und 1543 bis 1567 war er Pfarrer in Hundwil. 1525 führte er in Hundwil die Reformation ein. Von 1530 bis 1531 war er in Herisau, ab 1531 bis 1532 in Gossau (SG) und von 1532 bis 1543 in Urnäsch als Pfarrer tätig. Neben seinem Pfarramt war er in Urnäsch und Hundwil als Gastwirt tätig, um seine Existenz besser zu sichern, und vermutlich auch als Geschworenenrichter.
Klarer hatte wesentlichen Anteil an der Festigung der von Jakob Schurtanner begonnenen Reformation im Land Appenzell. Wichtigen Rückhalt gab ihm dabei seine enge Freundschaft mit Joachim Vadian. 1528 nahm er an der Berner Disputation teil. 1532 wurde er auf Befehl des St. Galler Abtes in Gossau verhaftet, in Rorschach eingekerkert, auf Druck von Freunden und nach Bezahlung einer Busse bald aber wieder freigelassen und des Landes verwiesen. Er war auch Dekan der reformierten Appenzeller Kirche und zählte zur Vorsteherschaft der St. Galler Synode.
Er überlebte viele Reformatoren und wurde nach seinem Tod 1567 in Hundwil begraben. Eine Gedenktafel an der Kirche Hundwil erinnert an sein Wirken in Hundwil.

## Chronik Reformation im Appenzellerland 1565
1565 verfasste Klarer im Auftrag seines Pfarrkollegen Hans Koller aus Altstätten und des Zürcher Stiftsverwalters und Chorherrs Wolfgang Haller eine kurze Chronik in Briefform zur Reformation im Appenzellerland. Vor allem aus Erinnerung beschrieb Klarer darin Ereignisse der Jahre 1521 bis 1531. Sie besteht aus einer Beschreibung der religiösen Verhältnisse um 1521, einer Charakterisierung der führenden Mitstreiter und Gegner und den zeitlichen Etappen im konfessionellen Glaubenskampf.
Es ist die einzige zeitgenössische Darstellung der Reformation im Appenzellerland, von der jedoch nur noch Kopien vorhanden sind. Angesichts der spärlichen Überlieferung bildet es eine wichtige Quelle. Obwohl Klarer eindeutig auf evangelischer Seite stand, schrieb er die Ereignisse weitgehend historisch korrekt auf.
Die Appenzeller Chronik von 1532 wird auch Klarer zugeschrieben, aber es ist umstritten, ob dies wirklich zutreffend ist.

## Werke
- Handlung oder Acta gehaltner Disputation zu Bern im Uechtland, 1528.
- Pfarrer Walther Klarers Geschichte der Reformation im Appenzellerlande, herausgegeben von H. J. Heim, In: Appenzellische Jahrbücher, Band 8/1873 (2007), S. 86–106. Digitalisat in E-Periodica.